# Concejo Deliberante de Alderetes
El Honorable Concejo Deliberante de Alderetes es el órgano legislativo municipal de Alderetes, Tucumán, Argentina. Fue creada en 1987 tras la municipalización de la ciudad el 8 de octubre de 1985.

## Estructura
El Concejo Deliberante se compone de 10 miembros electos por el sistema de representación directa y proporcional, al ser Alderetes un municipio de 2ª categoría. Estos duran cuatros años en su cargo, pudiendo reelegirse solo una vez consecutiva. El concejo es uno de los poderes del gobierno municipal, se encarga de revisar y controlar los actos del poder ejecutivo municipal que encabeza el Intendente. Es un órgano legislativo que crea las normas de la ciudad. Estas normas reciben el nombre de ordenanzas y el Ejecutivo municipal es el encargado de hacerlas cumplir.

### Requisitos para ser Concejal[3]
Para ser concejal, según la Ley Orgánica de Municipalidades, se requiere de:
- Tiene veintidós (22) años de edad.

- Ser argentino nativo, naturalizado con una antigüedad de cinco (5) años obtenida la nacionalidad argentina o extranjero que deberá ser propietario en el municipio y tener en el mismo cinco (5) años de residencia inmediata a su designación.

- Estar inscripto en los padrones electorales nacionales correspondientes al respectivo municipio.

### Impedimentos para ser Concejal[3]
Según la ley, no pueden ser miembros del Concejo Deliberante:
- Quienes no pueden ser electores de acuerdo a las disposiciones de la Ley Orgánica de Municipalidades.

- El Gobernador de la Provincia y sus Ministros.

- Los Diputados y Senadores Nacionales y los Legisladores Provinciales.

- Los miembros de la Administración de la Justicia Federal o Provincial.

- Los que estuvieren directa o indirectamente interesados en cualquier contrato oneroso con la municipalidad, como obligados principales. Esta inhabilidad no comprende a los tenedores o dueños de acciones de sociedades anónimas que tengan contratos con las municipalidades, a no ser que tengan participación en la administración o sean miembros de los directorios de dichas sociedades.

## Composición Actual

### 2023–2027[4][5]
| Legislador                   | Partido                     | Bloque | Bloque                      |
| ---------------------------- | --------------------------- | ------ | --------------------------- |
| Emanuel Andrés Galván        | Frente de Todos por Tucumán |        | Frente de Todos por Tucumán |
| Natalia Alejandra Avellaneda | Frente de Todos por Tucumán |        | Frente de Todos por Tucumán |
| Osvaldo Rafael Peralta       | Partido de los Trabajadores |        | Frente de Todos por Tucumán |
| Fanny Isabel Salomón         | Tucumán para la Victoria    |        | Frente de Todos por Tucumán |
| José Lucas Barvaro           | Frente de Todos por Tucumán |        | Frente de Todos por Tucumán |
| Luis Alberto Fabrezani       | Frente de Todos por Tucumán |        | Frente de Todos por Tucumán |
| Christian Exequiel Varvaro   | Partido Acuerdo Federal     |        | Frente de Todos por Tucumán |
| Rosa Beatriz Morales         | Partido de los Trabajadores |        | Frente de Todos por Tucumán |
| Bianca Belén Lobo            | Frente de Todos por Tucumán |        | Frente de Todos por Tucumán |
| Flavio Enrique Salvatierra   | Tucumán para la Victoria    |        | Frente de Todos por Tucumán |